# Cheiramiona fontanus
Cheiramiona fontanus là một loài nhện trong họ Miturgidae.
Loài này thuộc chi Cheiramiona. Cheiramiona fontanus được miêu tả năm 2003 bởi Lotz.